# گوردن (آلاباما)
گوردن (به انگلیسی: Gordon) شهری در شهرستان هوستون ایالت آلاباما است که مساحت آن ۸٫۳ کیلومتر مربع است و در سرشماری سال ۲۰۱۰ میلادی، ۳۳۲ نفر جمعیت داشته و تراکم جمعیتی آن، ۴۰ نفر در هر کیلومتر مربع بوده است.

## نگارخانه

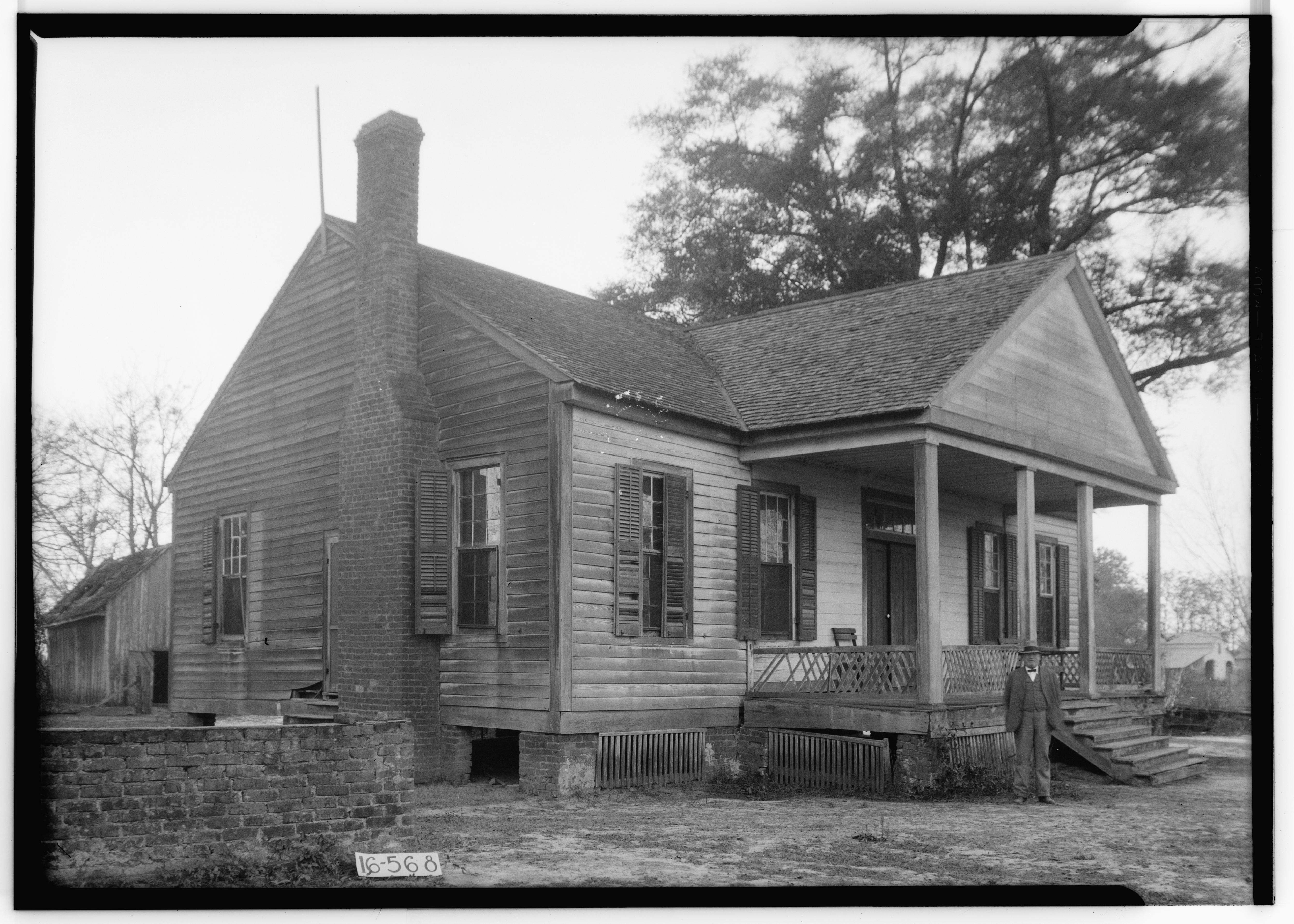
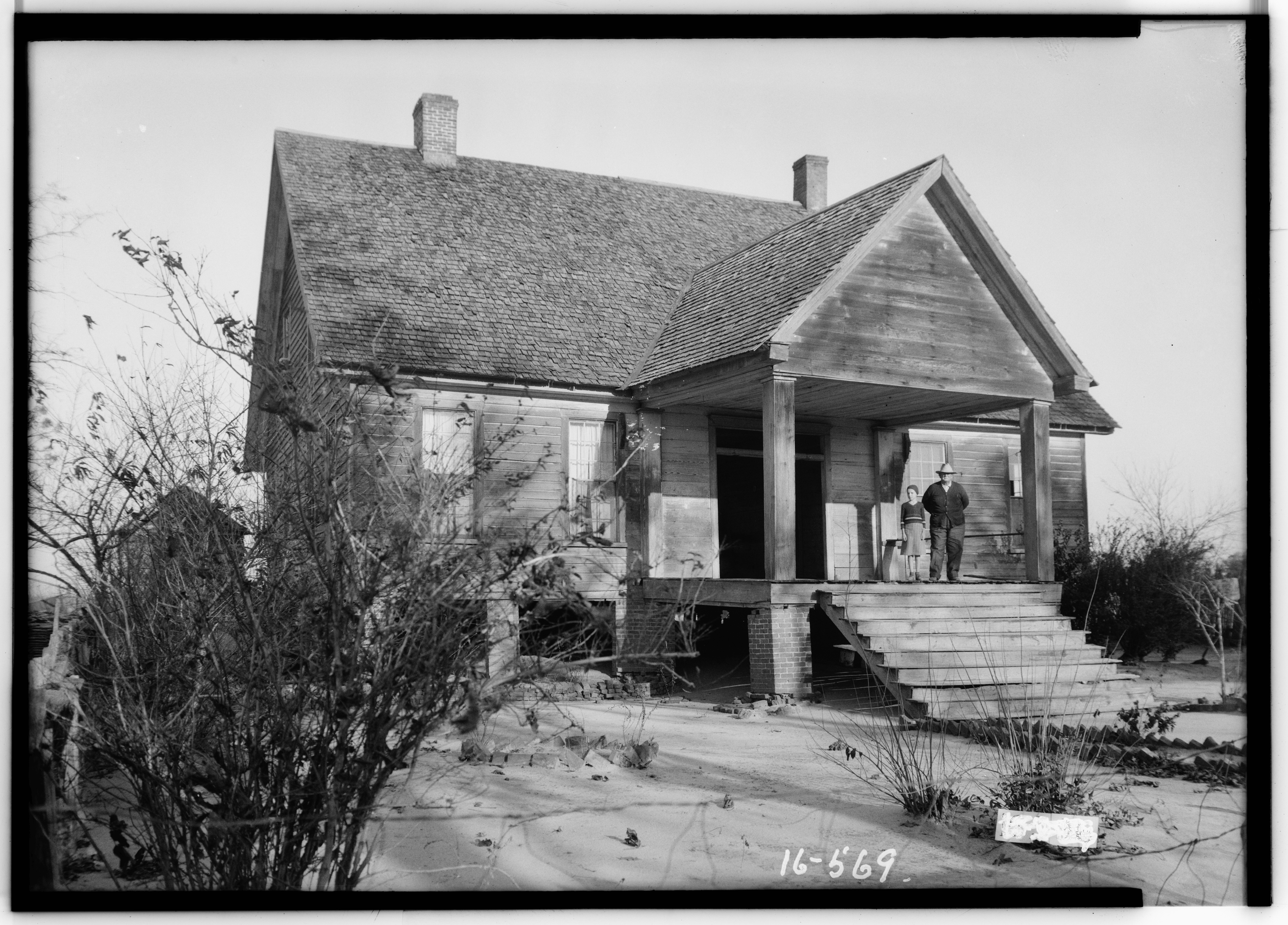